# Lagamar (Minas Gerais)
Pour l’article homonyme, voir Lagamar (homonymie).
Lagamar est une municipalité brésilienne de l'État du Minas Gerais et la microrégion de Paracatu.